# Az Arany Horda kánjainak listája
Az alábbi lista az Arany Horda, más néven Kipcsak Kánság kánjait tartalmazza.
| Uralkodó                              | Uralkodott  | Megjegyzés |
| ------------------------------------- | ----------- | ---------- |
| Keleti rész 1226 – 1372 (Fehér Horda) |             |            |
| Orda (*1204)                          | 1226 – 1251 |            |
| Kun Kurán                             | 1251 – 1280 |            |
| Köcsü                                 | 1280 – 1302 |            |
| Buján                                 | 1302 – 1309 |            |
| Szaszibuka                            | 1309 – 1315 |            |
| Ilbaszán                              | 1315 – 1320 |            |
| Mubarak Khwaja                        | 1320 – 1344 |            |
| Csimtaj                               | 1344 – 1360 |            |
| Urusz                                 | 1361 – 1372 |            |

| Uralkodó                             | Uralkodott              | Megjegyzés |
| ------------------------------------ | ----------------------- | ---------- |
| Nyugati rész 1242 – 1372 (Kék Horda) |                         |            |
| Batu (*1207)                         | 1242 – 1255             |            |
| Szártak                              | 1255 – 1256             |            |
| Ulagcsi                              | 1256 – 1257             |            |
| Berke (*1209)                        | 1257 – 1266             |            |
| Möngke Temür                         | 1266 – 1280             |            |
| Tode Möngke                          | 1280 – 1287             |            |
| Talabuga                             | 1287 – 1291             |            |
| Tokta (*1270 k.)                     | 1291 – 1312             |            |
| Üzbég (*1282)                        | 1313 – 1341             |            |
| Tinibég                              | 1341 – 1342             |            |
| I. Dzsanibég                         | 1342 – 1357             |            |
| Berdibég                             | 1357 – 1359             |            |
| Kulpa                                | 1359. VIII. – 1360. I.  |            |
| Nawrüzbég                            | 1360. I. – VI.          |            |
| Khidr                                | 1360. VI. – 1361. VIII. |            |
| Temür Khavja                         | 1361. VIII. – IX.       |            |
| Urdu Malik                           | 1361. IX. – X.          |            |
| Kildibek                             | 1361. X. – 1362. IX.    |            |
| Murád                                | 1362. IX. – 1364. ősz   |            |
| Amir Pulad                           | 1364. ősz – 1365. IX.   |            |
| Aziz                                 | 1365. IX. – 1367        |            |
| Abdullah                             | 1367 – 1368             |            |
| Hasszán                              | 1368 – 1369             |            |
| Abdullah (2x)                        | 1369 – 1370             |            |
| II. Dzsanibég                        | 1369 – 1370             |            |
| Mohamed Bolak                        | 1370 – 1372             |            |

| Urusz 1372 – 1374 (Rövid időre egyesítette a két részt.) |

| Uralkodó                | Uralkodott  | Megjegyzés |
| ----------------------- | ----------- | ---------- |
| Keleti rész 1374 – 1380 |             |            |
| Urusz (2x)              | 1374 – 1377 |            |
| Toktakija               | 1377        |            |
| Temür Malik             | 1377 – 1378 |            |
| Toktamis                | 1378 – 1380 |            |

| Uralkodó                 | Uralkodott        | Megjegyzés |
| ------------------------ | ----------------- | ---------- |
| Nyugati rész 1374 – 1380 |                   |            |
| Haddzsi Cserkesz         | 1374 – 1375 eleje |            |
| Mohammed Bolak (2x)      | 1375 eleje – VI.  |            |
| Urusz (2x)               | 1375. VI. – VII.  |            |
| Mohammed Bolak (3x)      | 1375 VII. – vége  |            |
| Gijat-ud-din Khagan Bég  | 1375 vége – 1377  |            |
| Arab Sah Muzafar         | 1377 – 1380       |            |

| Uralkodó | Uralkodott  | Megjegyzés                         |
| --- | ----------- | ---------------------------------- |
| Egységes Arany Horda 1380 – 1459 |             |                                    |
| Toktamis | 1377 – 1397 |                                    |
| Temür Kutlug | 1397 – 1399 |                                    |
| Sadibég | 1399 – 1407 |                                    |
| Pulad | 1407 – 1410 |                                    |
| Temür | 1410 – 1412 |                                    |
| Dzsalál ad-Din | 1411 – 1412 |                                    |
| Karim Berdi | 1412 – 1414 |                                    |
| Kebek | 1414        |                                    |
| Csokra | 1414 – 1417 |                                    |
| Dzsabbárberdi | 1417 – 1419 |                                    |
| Dervis | 1419        |                                    |
| Kadirberdi | 1419        |                                    |
| Haddzsi Mohammed | 1419        |                                    |
| Olugh Mohammed | 1419 – 1421 | A Kazanyi Kánság megalapítója.     |
| Devlet Berdi | 1419 – 1421 |                                    |
| Barak | 1421 – 1427 |                                    |
| Olugh Mohamed (2x) | 1428 – 1433 |                                    |
| I. Szejjid Ahmed | 1433 – 1435 |                                    |
| Kücsük Mohammed | 1435 – 1459 |                                    |
| Nagy Horda 1459 – 1502 1438-ban a Kazáni Kánság, 1441-ben a Krími Kánság, 1452-ben a Kaszim Kánság szakadt ki a birodalomból                    |             |                                    |
| Mahmúd | 1459 – 1465 | Az Asztraháni Kánság megalapítója. |
| Ahmat | 1465 – 1481 |                                    |
| II. Szejjid Ahmed | 1481        |                                    |
| Sejk Ahmed | 1481 – 1502 |                                    |
| Murtaza | 1481 – 1499 |                                    |
| 1465-ben az Asztraháni Kánság, 1478-ban a Tjumen Kánság (később Szibériai Kánság) szakadt ki, 1502-ben pedig végképp összeomlott az Arany Horda |             |                                    |

## Fordítás
Ez a szócikk részben vagy egészben  a   List of Khans of the Golden Horde című angol Wikipédia-szócikk fordításán alapul.  Az eredeti cikk szerkesztőit annak laptörténete sorolja fel. Ez a jelzés csupán a megfogalmazás eredetét és a szerzői jogokat jelzi, nem szolgál a cikkben szereplő információk forrásmegjelöléseként.